# Saasen (Reiskirchen)
Pour les articles homonymes, voir Saasen.
 (avril 2011).
Saasen est un district de la municipalité de Reiskirchen dans l'arrondissement de Giessen, dans la Hesse.
Le lieu comprend les parties de Bollenbach et Veitsberg et Wirberg, un ancien château.

## Étymologie
Les noms des Saasen changé au cours des siècles de plusieurs façons
- in Sahsun (1111/1137)
- fon den Sassen (1249)
- de Sahsen (1251)
- de Sasen (1279)
- von den Sayssin (1379)
- la Saas (1433)
- Saasé (1500)
- Saasen

## La Place du Village
La place du village de Saasen, entouré de magnifiques colombages bâtiments, a été un ruisseau dans un complexe bien entretenu petites et aire de jeux pour enfants varie en un véritable joyau.

## Wirberg
Le Wirberg est un ancien monastère. Il est situé sur la bordure orientale de la municipalité de Reiskirchen, situé entre Saasen et Göbelnrod à environ huit miles au nord-ouest de Grünberg.

## Sport
Le club le plus connu est le club de sport SV 1936 Saasen (nl). Saasen a d'autres organisations pour le bowling, la gymnastique et le tennis de table.

### Sport et culture hall
Le Sport und Kultur Halle est une salle polyvalente dans le bord de Bollnbach de Saasen. Le Palais des Sports et de la culture est la seule et la plus grande salle de Saasen. Dans le hall est célébrée pour la plupart des festivals et les événements sportifs importants. Les propriétaires de la salle est Oswald Mennz. La salle a été construite dans les années 70 mais il avait beaucoup de rénovations, mais la dernière rénovation date de 2010.